# Liste der Mitglieder der Badischen Ständeversammlung 1837 und 1838
Diese Liste umfasst die Mitglieder der Ständeversammlung des Großherzogtums Baden für die Sessionen der Jahre 1837 und 1838.
Während dieser Zeit kam der 8. Badische Landtag vom 9. März bis zum 1. August 1837 in 44 Sitzungen der Ersten Kammer und 71 Sitzungen der Zweiten Kammer zusammen. Außerdem trat die Ständeversammlung vom 12. Februar bis zum 26. März 1838 zu einem ersten außerordentlichen Landtag mit vier Sitzungen der Ersten Kammer und 10 Sitzungen der Zweiten Kammer zusammen, der auch als sogenannter „Eisenbahnlandtag“ in die Geschichte einging. Danach schloss der Landtag bis zur Eröffnung des 9. ordentlichen Landtags im Jahre 1839.

## Präsidium der Ersten Kammer
Präsident: Markgraf Wilhelm von Baden 

Vizepräsident: Fürst Karl Egon zu Fürstenberg 

2. Vizepräsident: Staatsminister Freiherr von Berckheim

## Mitglieder der Ersten Kammer

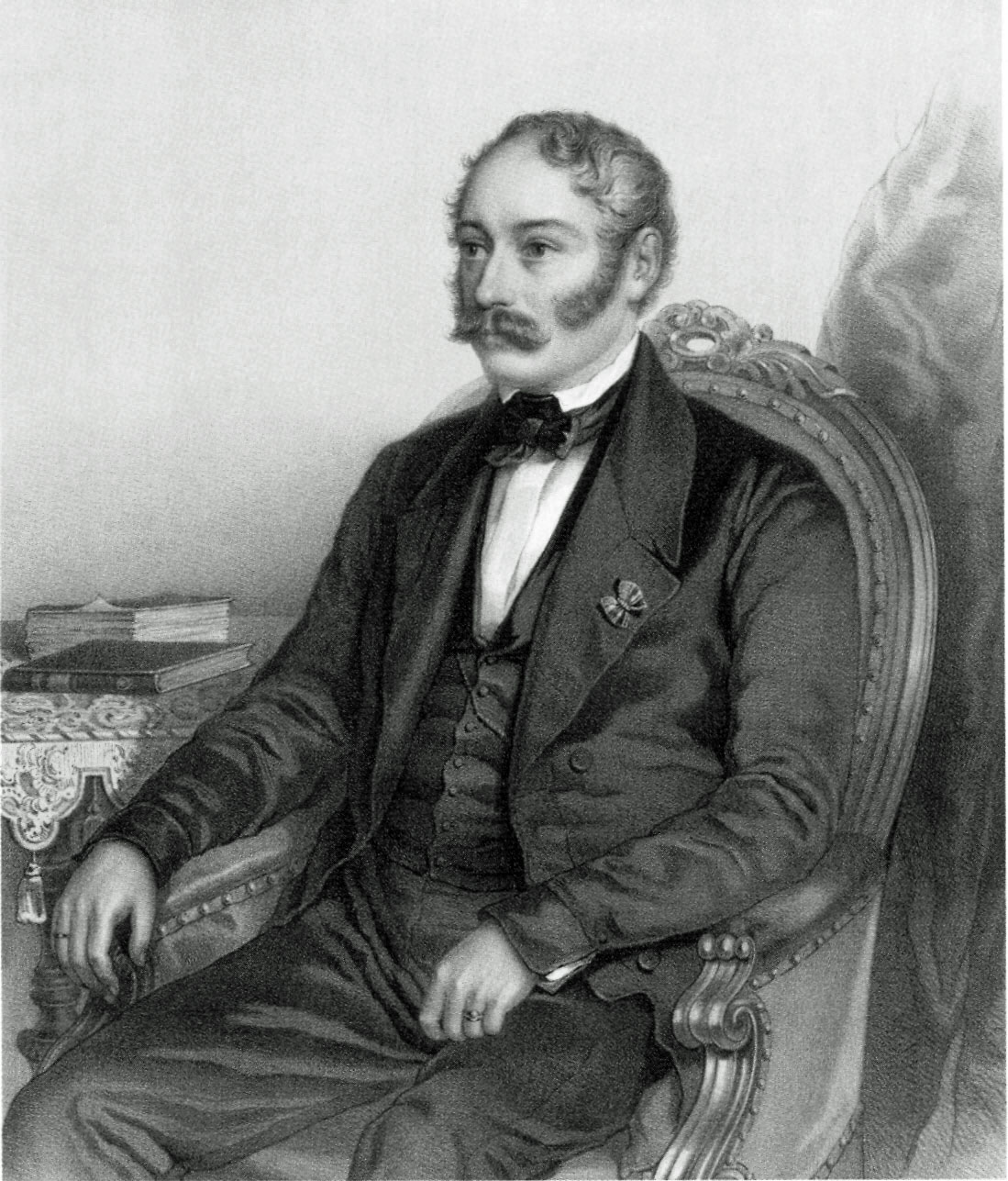
Wilhelm von Baden
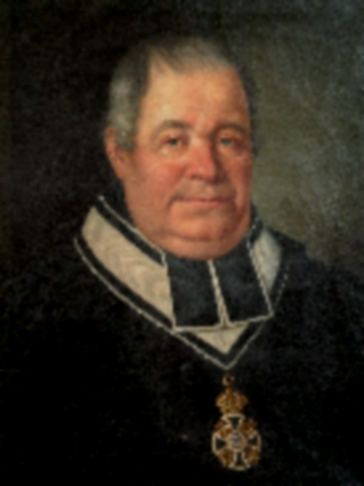
Ignaz Anton Demeter
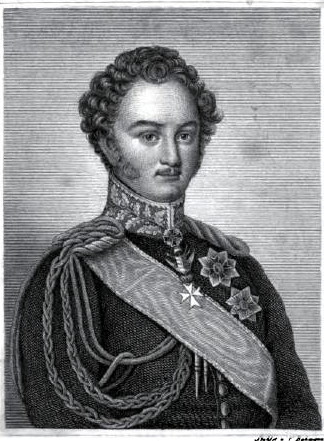
Karl Egon zu Fürstenberg
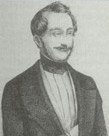
Karl zu Leiningen
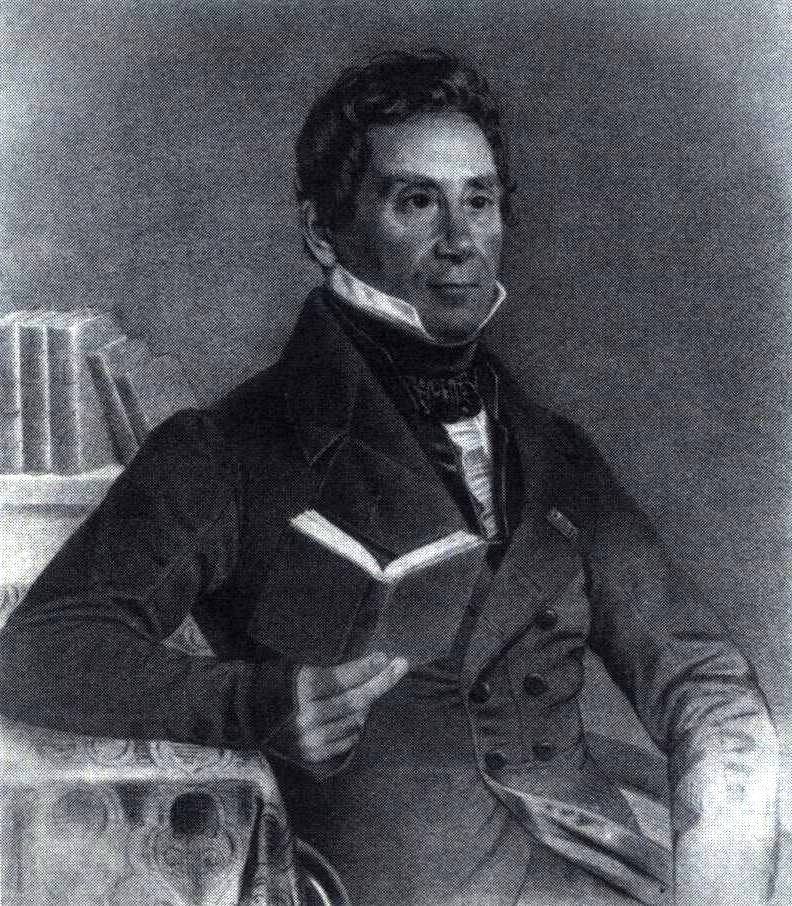
Karl Friedrich Nebenius
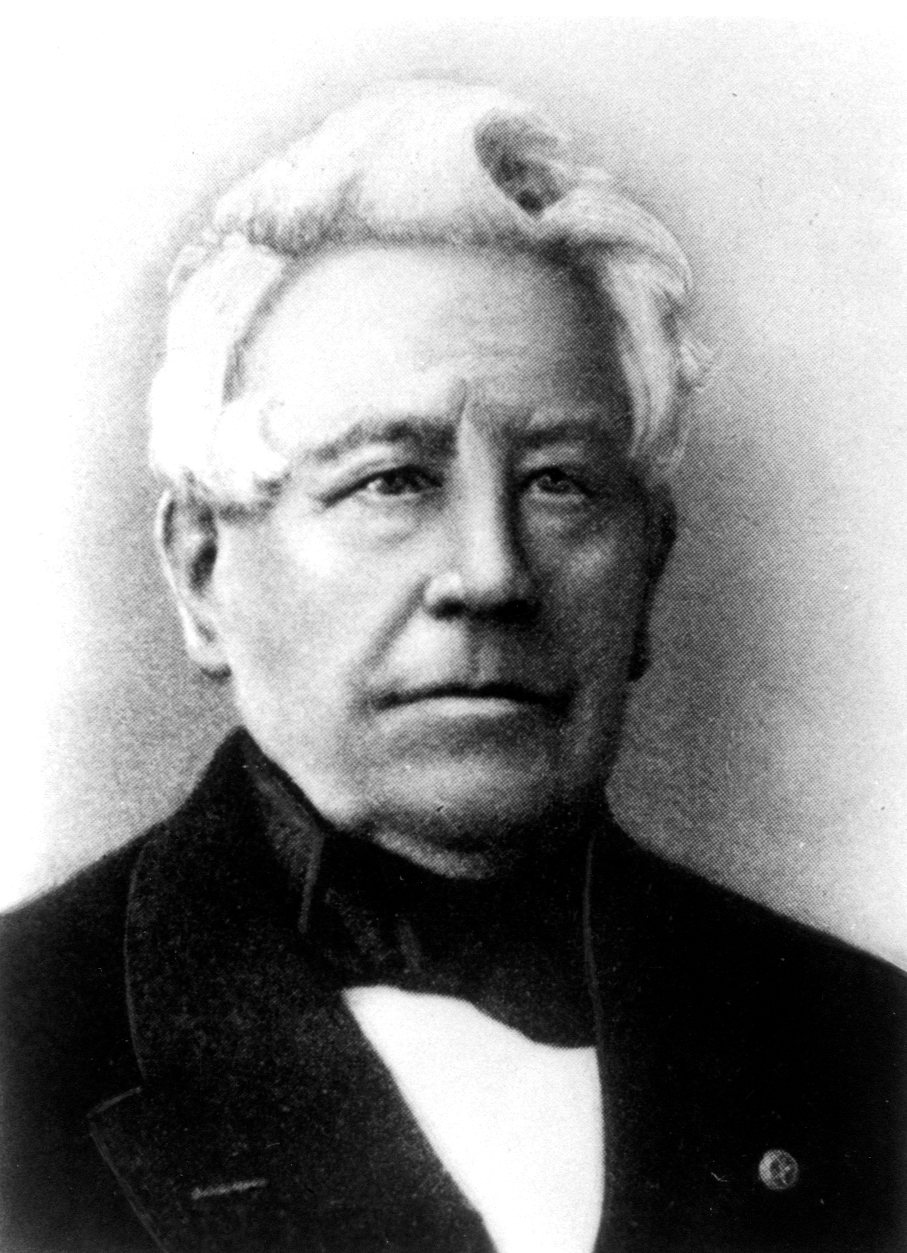
Karl Zell

### Prinzen des Hauses Baden
- Markgraf Wilhelm von Baden
- Markgraf Maximilian von Baden

### Standesherren
- Fürst Karl Egon zu Fürstenberg
- Fürst Karl zu Leiningen (war nie anwesend)
- Fürst Erwein von der Leyen (war nie anwesend)
- Fürst Georg zu Löwenstein-Wertheim-Freudenberg (war nie anwesend)
- Fürst Karl Friedrich zu Löwenstein-Wertheim-Freudenberg (war nie anwesend)
- Fürst Karl zu Löwenstein-Wertheim-Rosenberg (war nie anwesend)
- Fürst Konstantin zu Salm-Reifferscheidt-Krautheim (war nie anwesend)
- Graf Karl Theodor zu Leiningen-Billigheim (war nie anwesend)
- Graf August Clemens zu Leiningen-Neudenau

### Vertreter der katholischen Kirche
- Ignaz Anton Demeter,[1] Erzbischof von Freiburg

### Vertreter der evangelischen Landeskirche
- Ludwig Hüffell,[1] Prälat der Evangelischen Landeskirche

### Vertreter des grundherrlichen Adels

#### Oberhalb der Murg
- Freiherr Heinrich Bernhard von Andlaw-Birseck
- Freiherr Rudolf von Berckheim, der Jüngere
- Freiherr Maximilian von Landenberg
- Freiherr Christian Friedrich von Türckheim, Major a. D.

#### Unterhalb der Murg
- Freiherr Franz Karl von Gemmingen-Treschklingen
- Freiherr Karl von Göler, der Ältere
- Freiherr Ludwig Rüdt von Collenberg-Bödigheim, Legationsrat
- Freiherr Adolf Rüdt von Collenberg-Bödigheim

### Vertreter der Landesuniversitäten
- Carl Rau,[1] Geheimer Hofrat, Vertreter der Universität Heidelberg
- Karl Zell,[1] Professor, Vertreter der Universität Freiburg

### Vom Großherzog ernannte Mitglieder
- Staatsminister Freiherr von Berckheim
- Freiherr Karl von Stockhorn, Generalleutnant
- Freiherr Karl von Freystedt, Generalleutnant
- Friedrich Nebenius, Staatsrat
- Freiherr Carl von Lassolaye, Oberst
- Andreas Beck, Geheimer Rat, katholischer Oberkirchenratsdirektor
- Freiherr Kuno von Wallbrunn, Forstdirektor
- Freiherr Johann Siegmund von Bodman

## Präsidium der Zweiten Kammer
Präsident: Karl Anton Joseph Mittermaier 

Vizepräsidenten: Johann Georg Duttlinger, Joseph Merk

## Die gewählten Abgeordneten der Zweiten Kammer

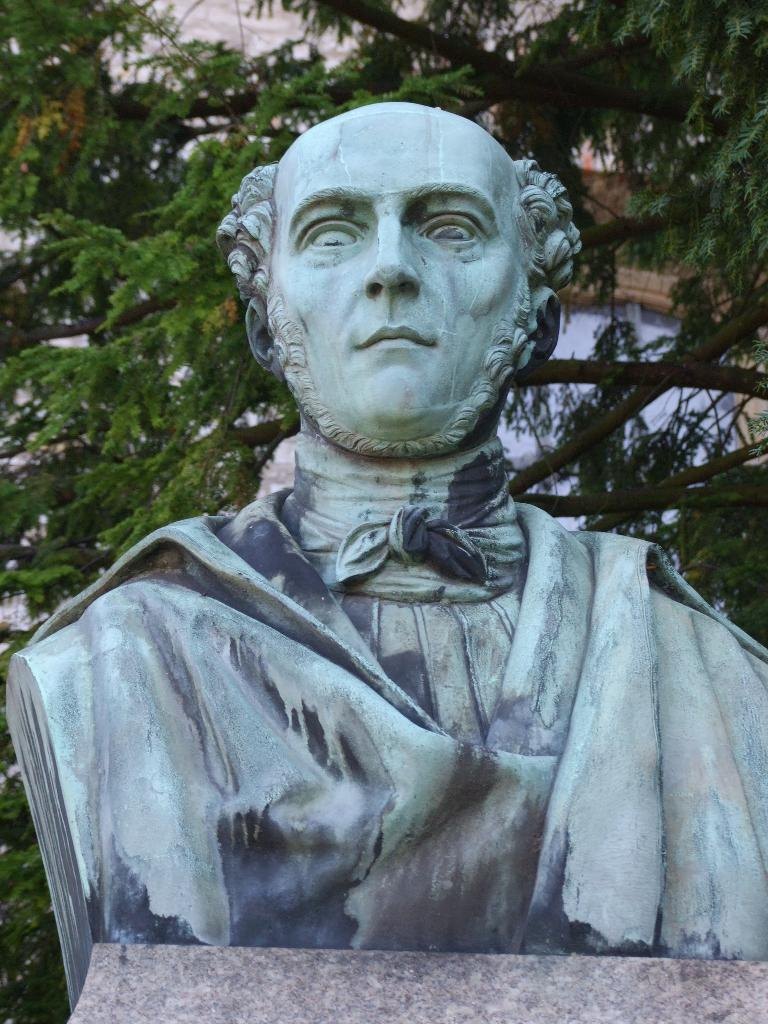
Johann Baptist Bekk
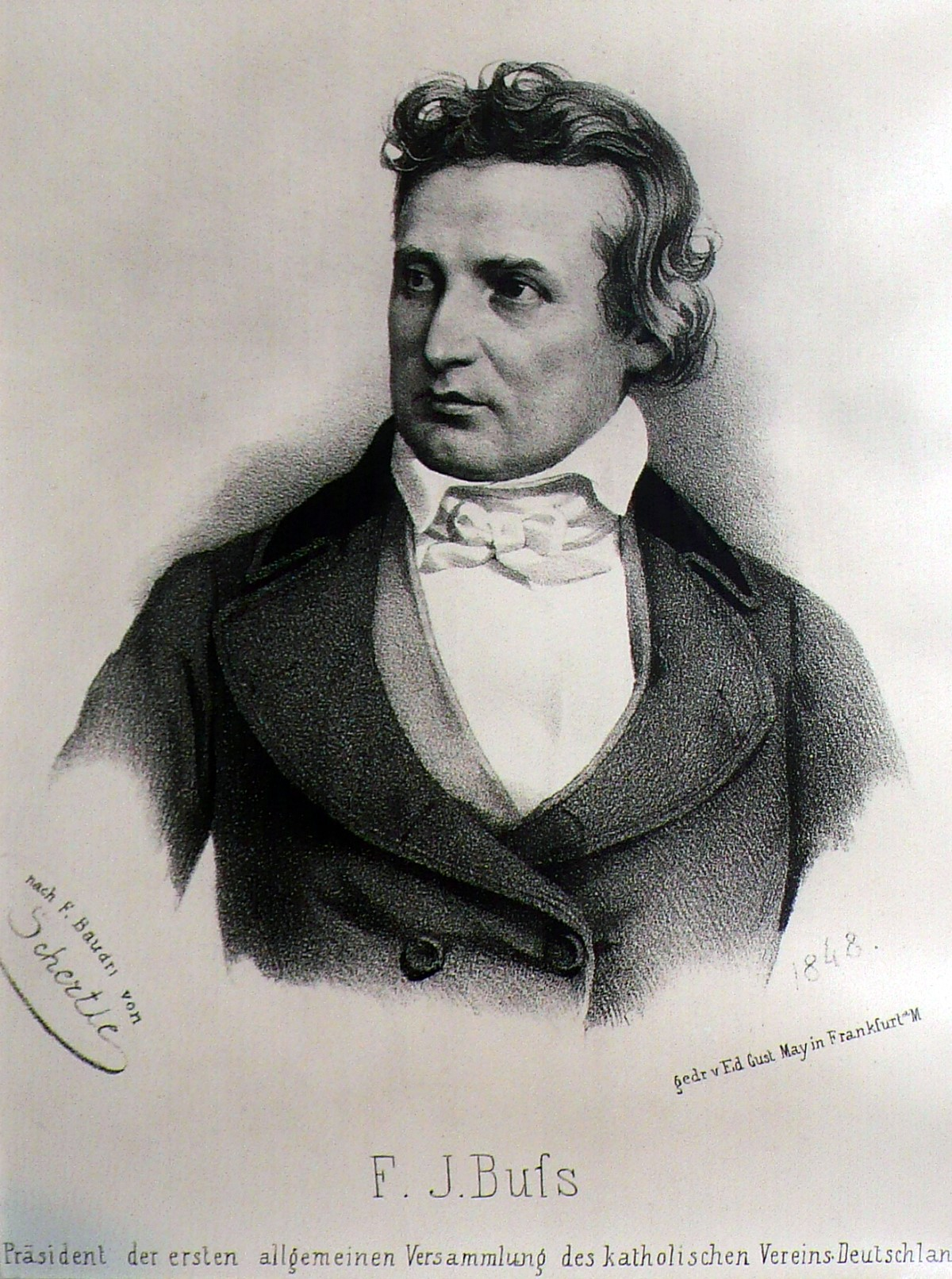
Joseph von Buß
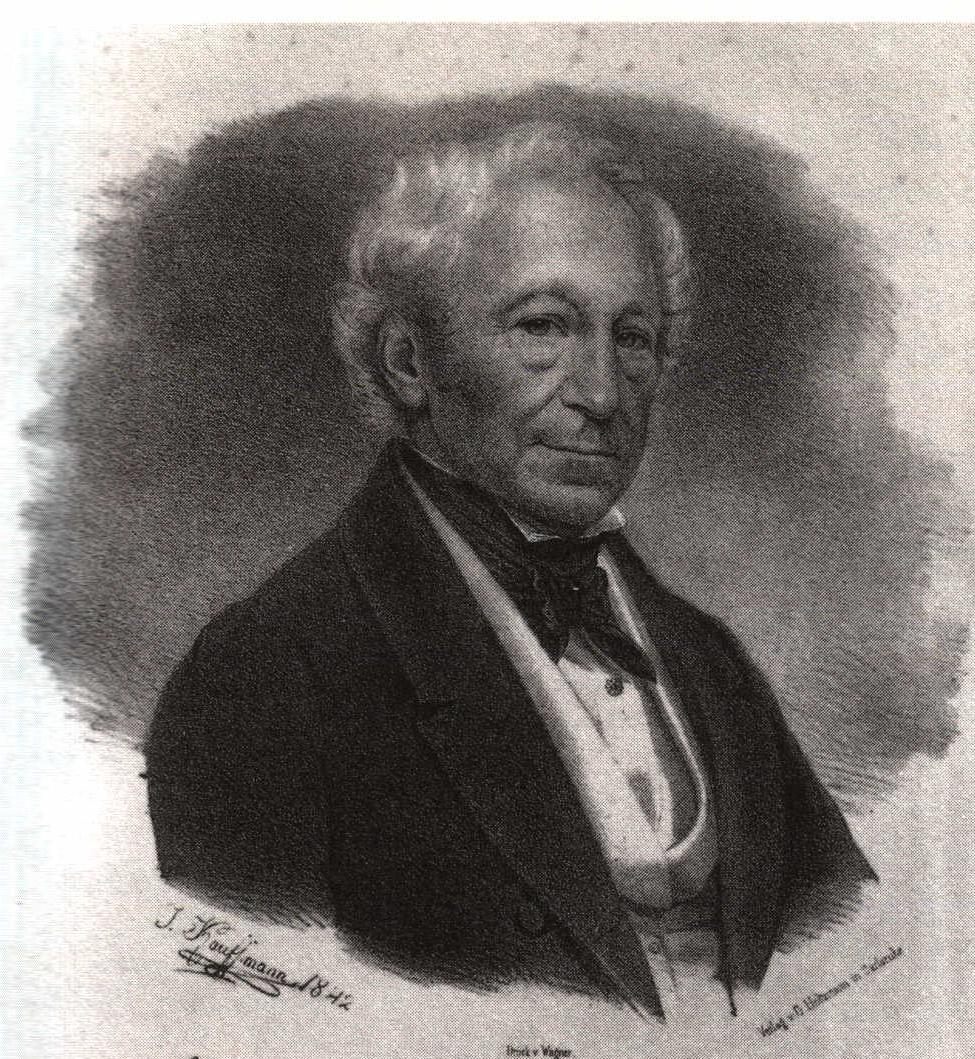
Johann Adam von Itzstein
Friedrich Lauer
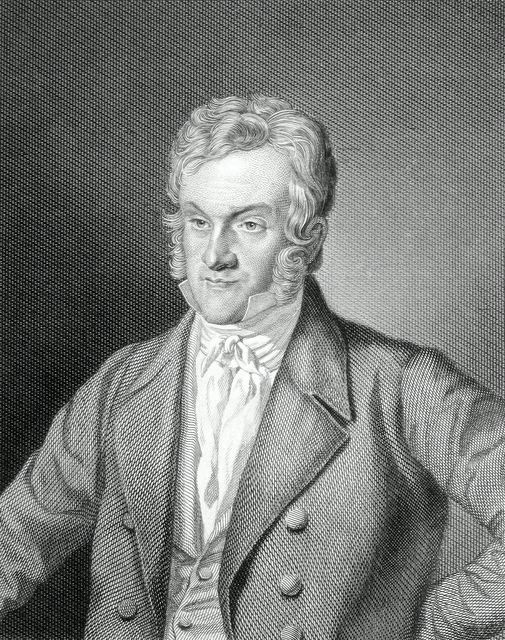
Carl Mittermaier
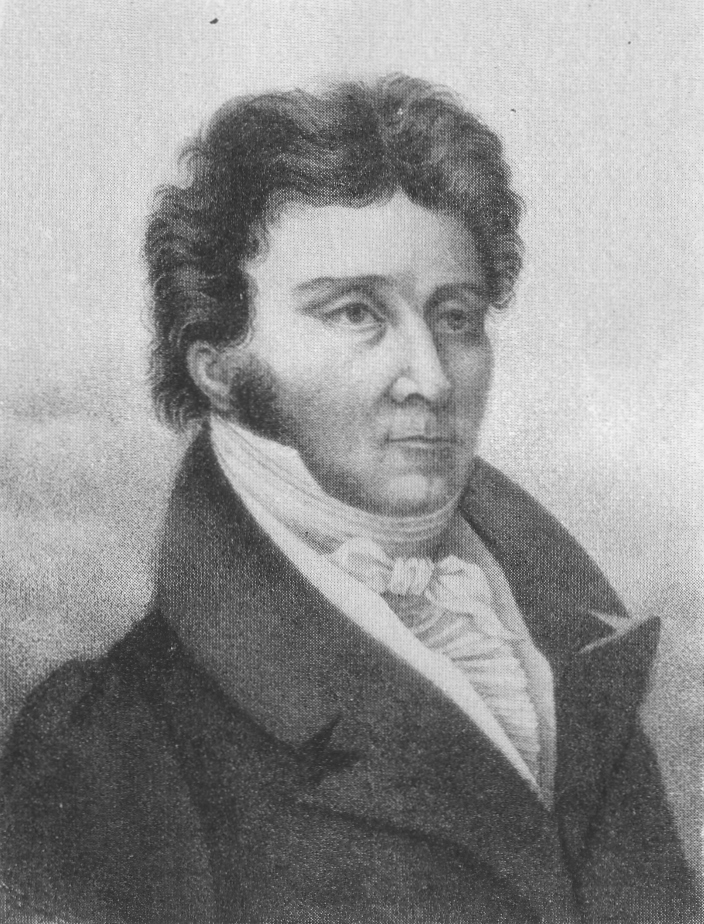
Karl von Rotteck
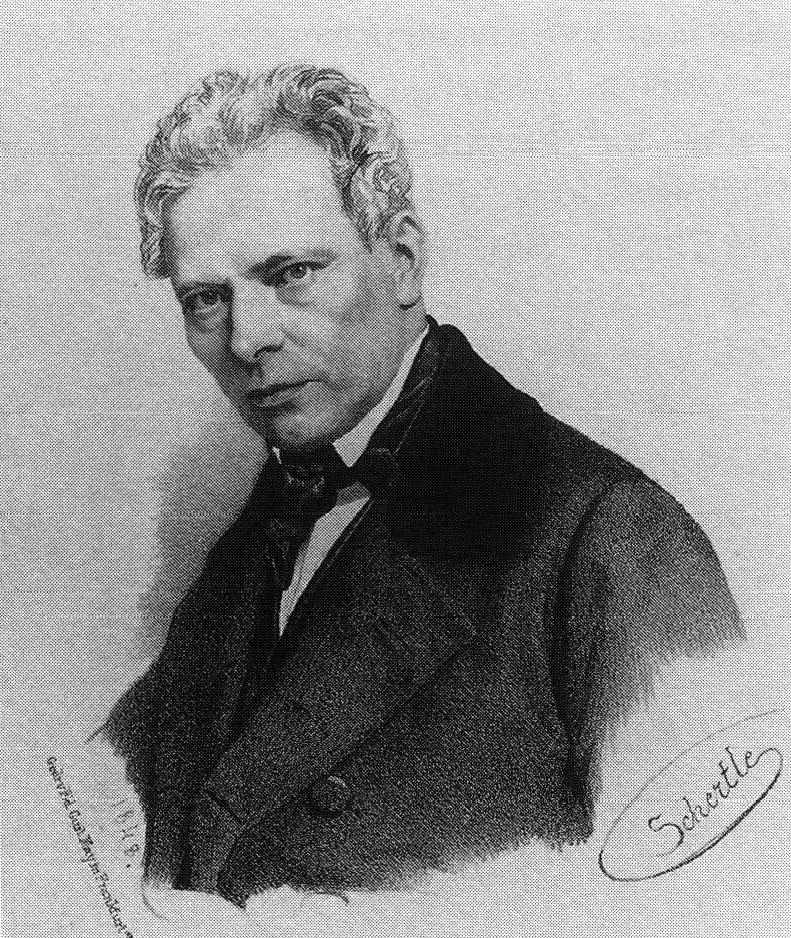
Carl Theodor Welcker

### Stadtwahlbezirke
| Wahlbezirk | Bezeichnung des Wahlbezirks     | Name des Abgeordneten               |
| ---------- | ------------------------------- | ----------------------------------- |
| S1         | Wahlbezirk der Stadt Überlingen | Konrad Magg                         |
| S2         | Wahlbezirk der Stadt Konstanz   | Karl Delisle                        |
| S3         | Wahlbezirk der Stadt Freiburg   | Albert Moritz Willibald Schinzinger |
| S3         | Wahlbezirk der Stadt Freiburg   | Johann Nepomuk Wetzel               |
| S4         | Wahlbezirk der Stadt Lahr       | Christian Kröll                     |
| S4         | Wahlbezirk der Stadt Lahr       | Konrad Bernhard Ludwig Rettig       |
| S5         | Wahlbezirk der Stadt Offenburg  | Joseph Merk                         |
| S6         | Wahlbezirk der Stadt Rastatt    | Franz Josef Müller                  |
| S7         | Wahlbezirk der Stadt Baden      | Josef Jörger                        |
| S8         | Wahlbezirk der Stadt Karlsruhe  | Maximilian Goll                     |
| S8         | Wahlbezirk der Stadt Karlsruhe  | Friedrich Maximilian Nägele         |
| S8         | Wahlbezirk der Stadt Karlsruhe  | Gottfried Stösser                   |
| S9         | Wahlbezirk der Stadt Durlach    | Friedrich Wilhelm Weysser           |
| S10        | Wahlbezirk der Stadt Pforzheim  | Christian Bohm                      |
| S10        | Wahlbezirk der Stadt Pforzheim  | Wilhelm Lenz                        |
| S11        | Wahlbezirk der Stadt Bruchsal   | Karl Anton Joseph Mittermaier       |
| S12        | Wahlbezirk der Stadt Mannheim   | Friedrich Lauer                     |
| S12        | Wahlbezirk der Stadt Mannheim   | Georg Sigmund Mohr                  |
| S12        | Wahlbezirk der Stadt Mannheim   | Ernst Ludwig Weller                 |
| S13        | Wahlbezirk der Stadt Heidelberg | Karl Ludwig Bassermann              |
| S13        | Wahlbezirk der Stadt Heidelberg | Jacob Wilhelm Speyerer              |
| S14        | Wahlbezirk der Stadt Wertheim   | Christian Friedrich Platz           |

### Ämterwahlbezirke
| Wahlbezirk | Bezeichnung des Wahlbezirks                                                              | Name des Abgeordneten                |
| ---------- | ---------------------------------------------------------------------------------------- | ------------------------------------ |
| A1         | Wahlbezirk der Ämter Meersburg, Salem, Pfullendorf und Überlingen                        | Johann Baptist Bekk                  |
| A2         | Wahlbezirk der Ämter Radolfzell, Blumenfeld und Konstanz                                 | Johann Baptist Bader                 |
| A3         | Wahlbezirk der Ämter Stockach, Meßkirch und Engen                                        | Dominicus Vinzenz Ferreri Kuenzer    |
| A4         | Wahlbezirk der Ämter Blumberg, Stühlingen, Bonndorf, Löffingen und Neustadt              | Gerhard Adolf Aschbach               |
| A5         | Wahlbezirk der Ämter Villingen und Hüfingen                                              | Josef Obkircher                      |
| A6         | Wahlbezirk der Ämter Tiengen, Jestetten, St. Blasien und Waldshut                        | Josef Zentner                        |
| A7         | Wahlbezirk der Ämter Säckingen, Laufenburg und Schönau                                   | Ludwig Friedrich Eichrodt            |
| A8         | Wahlbezirk der Ämter Schopfheim und Kandern                                              | Johann Michael Scheffelt             |
| A9         | Wahlbezirk des Amtes Lörrach                                                             | Johann Georg Grether                 |
| A10        | Wahlbezirk des Amtes Müllheim                                                            | Nicolaus Blankenhorn                 |
| A11        | Wahlbezirk der Ämter Staufen und Heitersheim                                             | Josef Anton Martin                   |
| A12        | Wahlbezirk des Amtes Altbreisach mit zum Stadtamt Freiburg zugehörigen Landorten         | Johann Nepomuk Seramin               |
| A13        | Wahlbezirk des Landamtes Freiburg (I) und des Amtes St. Peter                            | Johann Georg Duttlinger              |
| A14        | Wahlbezirk des Landamtes Freiburg (II) und der Ämter Waldkirch und Elzach                | Christian Reichenbach                |
| A15        | Wahlbezirk des Amtes Emmendingen                                                         | Ludwig Frobenius von Dürrheimb       |
| A16        | Wahlbezirk der Ämter Endingen und Kenzingen                                              | Karl Wenzeslaus Rodecker von Rotteck |
| A17        | Wahlbezirk der Ämter Triberg, Hornberg, Wolfach und Haslach                              | Josef Karl Kern                      |
| A18        | Wahlbezirk des Amtes Ettenheim                                                           | Karl Theodor Welcker                 |
| A19        | Wahlbezirk des Amtes Lahr                                                                | Daniel Völcker                       |
| A20        | Wahlbezirk des Amtes Offenburg mit Teilen des Amtes Appenweier                           | Franz Michael Knapp                  |
| A21        | Wahlbezirk der Ämter Gengenbach und Oberkirch mit Teilen des Amtes Appenweier            | Franz Joseph von Buß                 |
| A22        | Wahlbezirk der Ämter Rheinbischofsheim und Kork                                          | Anton Christ                         |
| A23        | Wahlbezirk der Ämter Achern und Bühl                                                     | Franz Josef Peter                    |
| A24        | Wahlbezirk der Ämter Ettlingen und Rastatt                                               | Franz Anton Christoph Buhl           |
| A25        | Wahlbezirk der Ämter Baden, Gernsbach und Steinbach                                      | Adolf Sander                         |
| A26        | Wahlbezirk des Landamtes Karlsruhe mit Teilen des Landamtes Bruchsal                     | Ludwig Georg Winter                  |
| A27        | Wahlbezirk der Ämter Durlach und Stein                                                   | Karl Georg Hoffmann                  |
| A28        | Wahlbezirk des Amtes Pforzheim                                                           | Georg Martin Armbruster              |
| A29        | Wahlbezirk des Amtes Bruchsal mit Teilen des Amtes Eppingen                              | Christof Franz Trefurt               |
| A30        | Wahlbezirk des Amtes Bretten mit Teilen des Amtes Eppingen                               | Franz Anton Regenauer                |
| A31        | Wahlbezirk der Ämter Philippsburg und Schwetzingen                                       | Johann Adam von Itzstein             |
| A32        | Wahlbezirk der Ämter Wiesloch und Neckargmünd                                            | Jakob David Greiff                   |
| A33        | Wahlbezirk des Amtes Sinsheim mit Teilen des Amtes Eppingen                              | Christian Wilhelm Gerbel             |
| A34        | Wahlbezirk des Amtes Heidelberg                                                          | Wilhelm Helmreich                    |
| A35        | Wahlbezirk der Ämter Ladenburg und Weinheim                                              | Albert Ludewig Grimm                 |
| A36        | Wahlbezirk des Amtes Neckarbischofsheim mit Teilen des Amtes Mosbach (links des Neckars) | Gottlieb Friedrich Lang              |
| A37        | Wahlbezirk des Amtes Eberbach mit Teilen des Amtes Mosbach (rechts des Neckars)          | Friedrich Theodor Schaaf             |
| A38        | Wahlbezirk der Ämter Buchen und Osterburken                                              | Franz Bernhard Mördes                |
| A39        | Wahlbezirk des Amtes Boxberg                                                             | Alban Alois Leiblein                 |
| A40        | Wahlbezirk der Ämter Tauberbischofsheim und Gerlachsheim                                 | Philipp Ludwig Seltzam               |
| A41        | Wahlbezirk der Ämter Wertheim und Walldürn                                               | Peter Kaspar Cläs                    |

## Belege und Anmerkungen
1. 1 2 3 4 5 6 7 8 9 10 11 12 13  Dieser Mandatsträger ist in den amtlich veröffentlichten Abgeordnetenlisten als promovierter Akademiker ausgewiesen, d. h. dort üblicherweise mit einem vor dem Namen stehenden Doktor-Grad verzeichnet
2. 1 2  Bis 1931 hieß die Stadt Baden-Baden nur Baden.